# L'inverno del nostro scontento
L'inverno del nostro scontento (The Winter of Our Discontent) è un romanzo del 1961 dello scrittore statunitense John Steinbeck, tradotto in italiano da Luciano Bianciardi per l'Arnoldo Mondadori Editore. 
Il titolo del romanzo fa riferimento al celebre primo verso del dramma shakespeariano Riccardo III: Ormai l'inverno del nostro scontento / s'è fatto estate sfolgorante ai raggi di questo sole di York.

## Trama
Long Island, Ethan Hawley è il discendente d'una antica famiglia di balenieri del posto. Perduta la fortuna che appartenne un tempo ai suoi antenati, Ethan è ridotto a lavorare come commesso in un negozio che era stato di sua proprietà. È un uomo che aspira ad offrire ai familiari quel benessere che sembra alla portata del ceto medio, di cui vuol far parte. Per riscattarsi, Ethan accetterà di organizzare una serie di imbrogli e traffici loschi, che gli frutteranno l'agognato ritorno alla classe sociale d'un tempo, ma sviluppando, frattanto, una crisi morale senza scampo, fin quasi alle soglie del suicidio.

## Opere derivate
Dal romanzo è stato tratto un film TV nel 1983, con lo stesso titolo, per la regia di Waris Hussein, con Donald Sutherland nella parte di Ethan Hawley.

## Edizioni
- John Steinbeck, L'inverno del nostro scontento, trad. di Luciano Bianciardi, Collana La Medusa n. 461, Milano, Mondadori, 1962.
  - Collana Oscar Mondadori, 1970, ISBN 88-04-47780-6.
- L'inverno del nostro scontento, trad. di Luciano Bianciardi, Collana I Grandi tascabili, Milano, Bompiani, 2011, ISBN 978-88-452-6841-0.